# 普沃茨克省 (1837)
普沃茨克省（俄语：Плоцкая губерния）是波蘭會議王國的一個省，位於王國的西北部，即今日波蘭中北部。面積8,286.7平方俄里，1897年人口553,633人。首府普沃茨克。
1837年設省。20世紀初期下轄七縣。